# Adam Rose
Raymond John "Ray" Leppan (Joanesburgo, 20 de julho de 1979) é um ex-lutador de luta livre profissional sul-africano que trabalhava sob o nome de ringue Aldo Rose. É mais  conhecido por seu trabalho na WWE, sob o nome de ringue de Adam Rose.

## Inicio de vida
Ray Leppan nasceu e cresceu na África do Sul. De acordo com sua esposa, ele queria lutar desde os 10 anos de idade. Leppan fugiu de casa quando tinha 14 anos, em seguida, passou dois anos vivendo nas ruas e em prédios abandonados. Leppan descreveu mais tarde que ele estava "fora de controle" durante esse período, que estava cheio de violência e álcool, e apenas o sonho de se tornar um lutador o ajudou a escapar. Leppan também disse que ele tinha rejeitado fazer parte de uma família, apesar de ter pais amorosos. A mãe de Leppan mais tarde conseguiu seduzir Leppan a voltar para casa com a perspectiva de iniciar aulas de wrestling.

## Carreira no wrestling profissional

### África do Sul (1995–2010)
Leppan estreou como um wrestler profissional em 1995 com 15 anos de idade. Ele lutou no circuito independente Sul-africano sob o ring-name Z-Max, um personagem baseado em The Karate Kid.
Trabalhou na África do Sul com Paul Lloyd Jr., conhecido pela tag team Pure Juice. Ele também lutou como "Dameon Duke" na World Wrestling Professionals. Enquanto estava lá, Duke ganhou o WWP World Heavyweight Championship, derrotando Tornado em 2007, mas acabou sendo derrotado por Fury no ano seguinte.

### World Wrestling Entertainment/WWE

#### Florida Championship Wrestling (2010–2012)
Depois conseguir um visto de trabalho nos Estados Unidos, Leppan foi capaz de fazer sua estreia na Florida Championship Wrestling (FCW) sob seu nome real em 25 de fevereiro de 2010, onde saiu derrotado por Curt Hawkins. Duas semanas depois, Leppan foi derrotado por Eli Cottonwood.

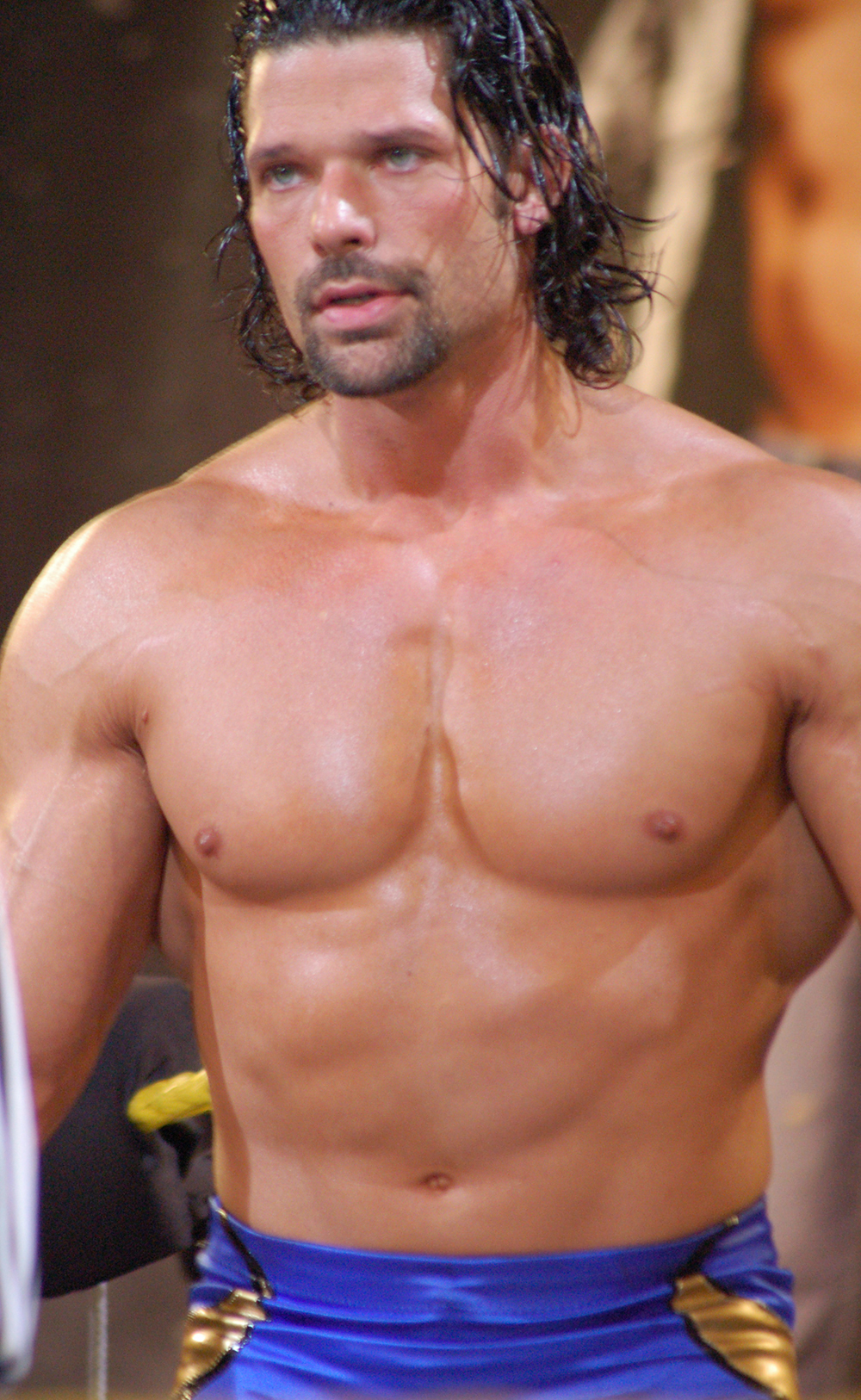
Kruger durante um evento da FCW em Fevereiro de 2011

Na semana seguinte, Leppan mudou seu ringue name para Leo Kruger, escolhido como uma homenagem ao ex-presidente da África do Sul Paul Kruger, antes de perder para Johnny Curtis. Em 18 de Março, Kruger obteve sua primeira vitória desde que chegou na FCW ao derrotar Jacob Novak. Nas gravações da FCW em 20 de maio, Kruger desafiou Justin Gabriel. Em 10 de junho, Kruger perdeu para Gabriel, mas em uma revanche em 1 de Julho, Kruger saiu vencedor. Em meados de 2010, Kruger formou uma equipe com Derrick Bateman. A dupla desafiou Los Aviadores (Hunico e Epico) pelo FCW Florida Tag Team Championship em 2 de julho, mas foram derrotados. Em 8 de Julho, Kruger se juntou com Tyler Reks para desafiar Los Aviadores novamente pelo campeonato, mas não obteve sucesso. Kruger em seguida, passou por uma série de vitórias, derrotando Big E. Langston, Bateman, Austin Watson, Husky Harris, e Wes Brisco, antes de finalmente perder em uma mixed tag team match, quando ele e Kaitlyn perderam para Brad Maddox e Jamie Keyes em 9 de Setembro. A última luta de Kruger em 2010 foi nas gravações da FCW TV em 23 de setembro, quando ele perdeu para Bo Rotundo. Após a luta, Kruger sentiu um desconforto em seu braço, e foi descoberto que ele havia quebrado seu pescoço. Enquanto se recuperava, Kruger se tornou comentarista da FCW TV.
Depois que Bo Rotundo se lesionou em setembro de 2011, seu FCW Florida Heavyweight Championship foi desocupado e um foi criado um torneio para determinar o novo campeão. Kruger derrotou Percy Watson para chegar na final, a final foi decidida em uma fatal four-way match contra Husky Harris, Damien Sandow, e Dean Ambrose. Kruger venceu a luta e o campeonato, e conquistou seu primeiro título na FCW. Kruger, em seguida, apareceu em dark matches antes das gravações do SmackDown, em 20 e 27 de Setembro, perdendo para o Trent Barreta e derrotando Johnny Curtis respectivamente. Kruger defendeu com sucesso o título contra Harris em 24 de outubro e em de novembro Kruger derrotou Harris e Richie Steamboat em uma triple threat match para manter o FCW Florida Heavyweight Championship. No episódio da FCW em 18 de dezembro, Kruger defendeu com sucesso o título contra Seth Rollins, após interferência de Antonio Cesaro.
No final de dezembro de 2011, Kruger apareceu em vários live events da WWE, perdendo para Alex Riley, em 27 e 28 de dezembro. Em 30 de dezembro, ele se juntou com Riley e Mason Ryan para derrotar Tyler Reks, Curt Hawkins, e JTG em uma six-man tag team match em um live event do Raw. Em 2 de Fevereiro de 2012, Kruger perdeu o FCW Florida Heavyweight Championship para Mike Dalton. Ele recuperou o título de Dalton, três semanas depois, em 23 de fevereiro, mas perdeu na mesma noite para Seth Rollins.

#### NXT (2012–2014)
Quando a WWE rebatizou seu território de desenvolvimento, FCW, para NXT, Kruger estreou no episódio de 27 de junho de 2012 gravado na Full Sail University, derrotando Aiden English. No dia 1 de agosto, Kruger foi inserido no torneio Gold rush para coroar o primeiro campeão do NXT, onde foi derrotado por Richie Steamboat nas quartas-de-final. Em setembro, o personagem de Kruger foi ajustado para a de um caçador e mercenário. Em dezembro, Kruger formou uma aliança com Kassius Ohno, Kruger e Ohno derrotaram Tyson Kidd e Justin Gabriel no dia 2 de janeiro de 2013. No episódio de 16 de janeiro, Kruger venceu Trent Barreta. No dia 30 de janeiro, Ohno e Kruger entraram no NXT Tag Team Championship Tournament para definir os primeiros NXT Tag Team Champions e derrotaram Alex Riley e Derrick Bateman no primeiro turno. No dia 6 de fevereiro, Kruger e Ohno foram derrotados por Adrian Neville e Oliver Grey nas semi-finais. Kruger, em seguida, rivalizou com Justin Gabriel, quando ele tentou atacar seu parceiro ferido, Tyson Kidd. Kruger ganhou uma série de lutas 2-1. Kruger mudou de rumo, e mirou no NXT Championship de Bo Dallas. No episódio de 18 de julho ganhou uma Triple Threat Match contra Sami Zayn e Antonio Cesaro, para se tornar o desafiante número um ao titulo. No dia 7 de agosto, Kruger lutou contra Dallas pelo NXT Championship, mas perdeu. Kruger, eventualmente, rivalizou  com Sami Zayn com a rixa que culminou com Zayn ganhar uma Two-out-of-three falls Match no dia 1 de janeiro de 2014.

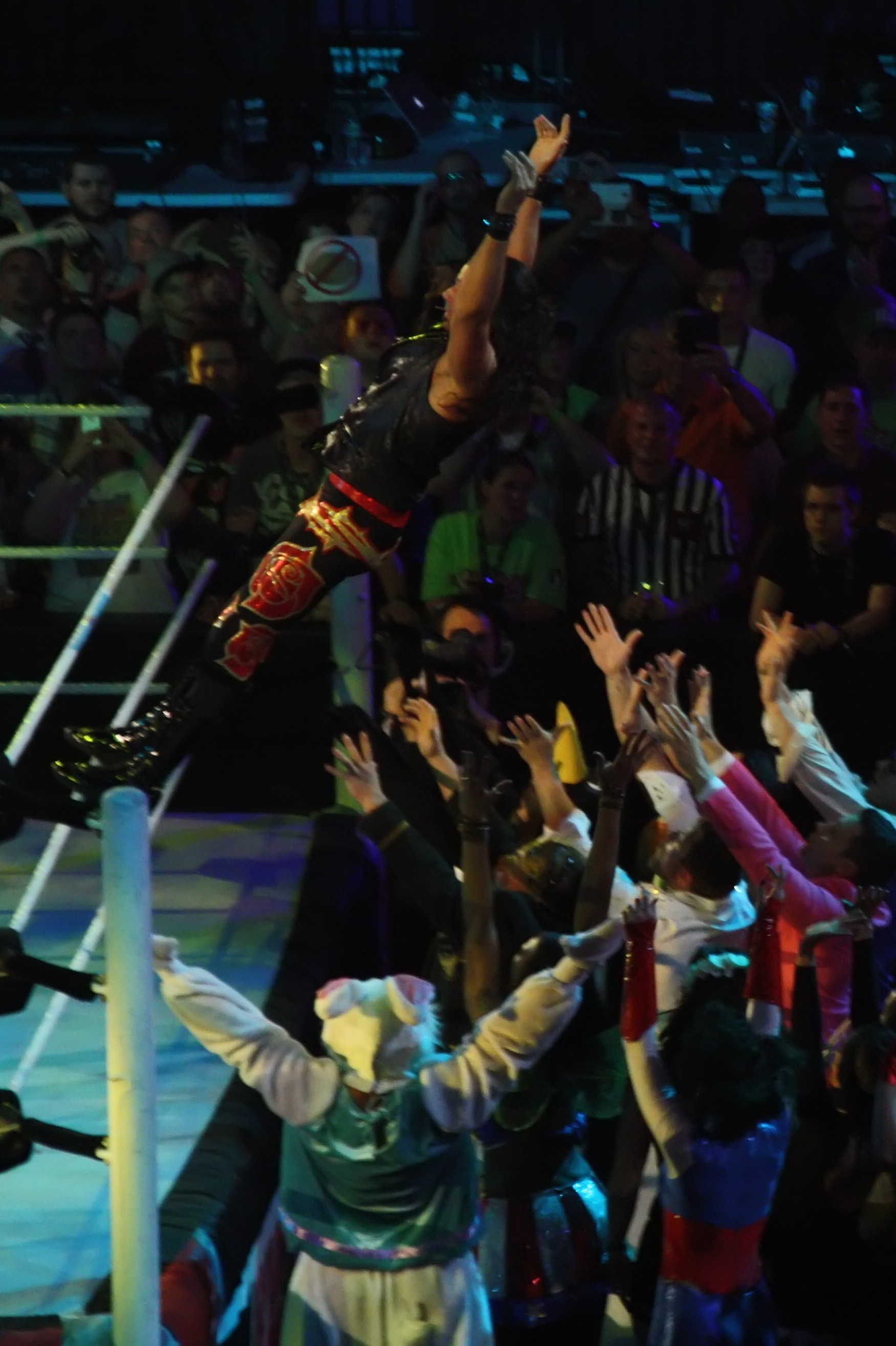
Rose (acima) sendo apanhado por seus (nome dado aos amigos de festa de Rose) durante sua entrada no ringue em Maio de 2014

Leppan foi então removido da televisão e começou a lutar em House Shows com um novo personagem chamado Adam Rose. Como Rose, ele retornou a televisão no dia 6 de março de 2014, com o seu novo personagem sendo um organizador de festas com vários festeiros fantasiados, que o acompanham durante sua entrada no ringue. Os festeiros de Rose são chamados de Rosebuds. O personagem Rose é vagamente baseado no comediante Russell Brand.
Em agosto de 2014, Rose e Sami Zayn participaram de um torneio pelo NXT Tag Team Championship, derrotando Justin Gabriel e Tyson Kidd na primeira rodada, mas perderam na segunda rodada para os Lucha Dragons (Kalisto e Sin Cara) com o personagem Adam Rose sendo vencido pela primeira vez. No dia 4 de setembro, Rose sofreu sua primeira derrota individual contra Tyson Kidd.

#### O expresso exótico (2014–2015)
Desde o Raw pós-Wrestlemania em 7 de abril, a WWE lançou no ar vinhetas introdutórias para Rose. Rose fez sua estreia no plantel principal no Raw de 5 de maio, interrompendo Zeb Colter e Jack Swagger. Rose continuou a distrair Swagger durante suas lutas, levando-o a perder. Rose lutou pela primeira vez no plantel principal, no Raw de 26 de maio, vencendo Damien Sandow, durante a luta, Swagger e Colter interferiram, segurando um dos membros da festa de Rose, apesar da distração, Rose venceu a luta e salvou seu amigo. Rose derrotou Swagger no Smackdown de 30 de maio e no Raw de 2 de junho, respectivamente. Rose fez sua primeira aparição em pay-per-view no Money in the Bank, onde derrotou Damien Sandow. No pré-show do Battleground, Rose derrotou Fandango. Após mais de um mês de inatividade, Rose retornou no Raw de 1 de setembro, onde derrotou Titus O'Neil.
Em 22 de setembro, Rose se uniu com seu popular Rosebud, Bunny (a "pessoa muito atlética" em um terno de coelho) pela primeira vez, onde eles derrotaram Heath Slater e Titus O'Neil. No dia 10 de outubro, 15º aniversário do Smackdown, Rose sofreu sua primeira derrota no plantel principal, perdendo para Kane.

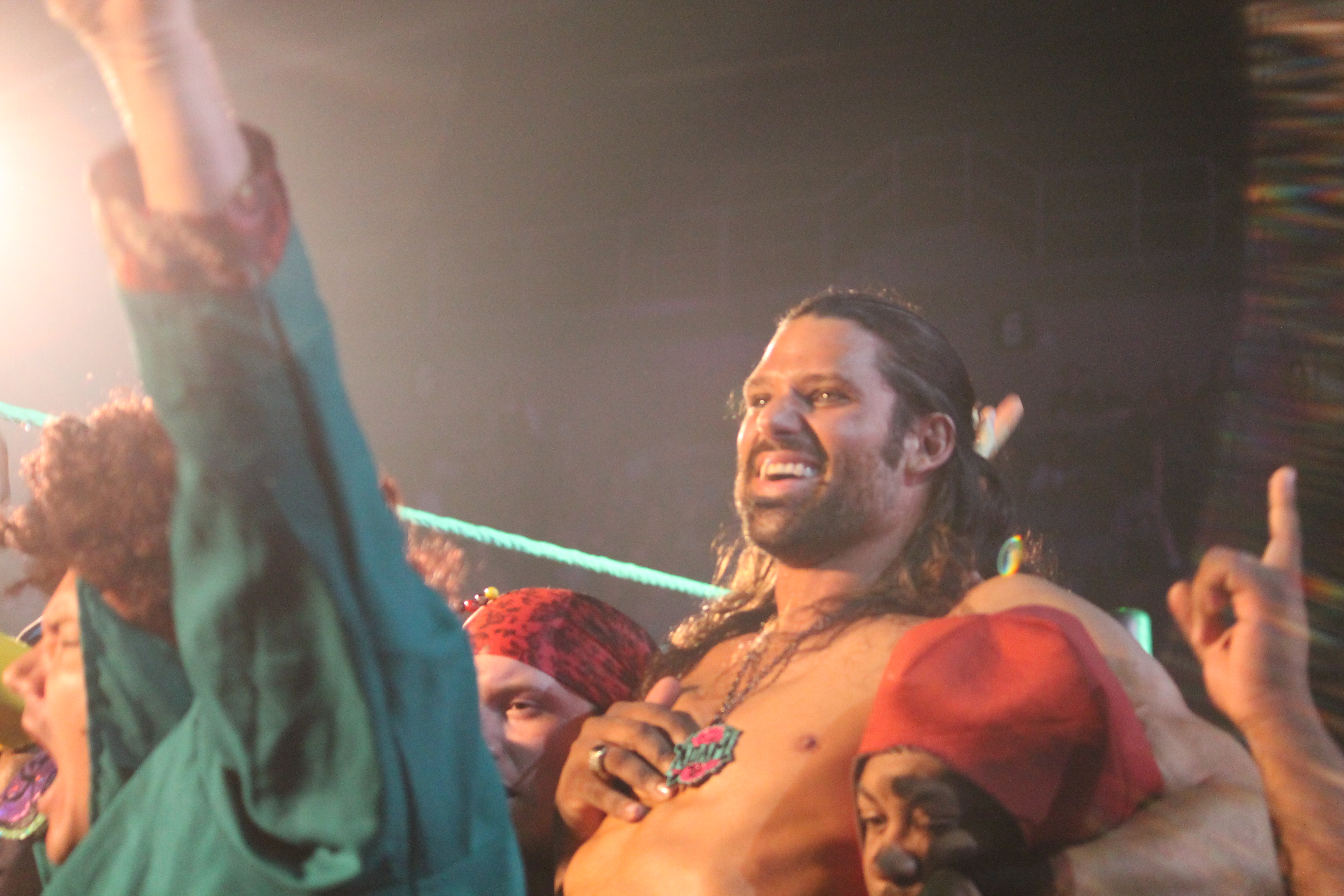
Adam Rose em setembro de 2014

No SmackDown de 31 de outubro, a WWE provocou a briga entre Rose e Bunny, quando R-Truth deu a entender que Bunny estava abandonando Rose. Depois que Bunny custou uma vitória a Rose, ele foi abandonado por Rose, mas continuou a apoiar Rose durante suas lutas e muitas vezes fez ele perder tentando ajudá-lo. Em resposta, Rose permitiu que Bunny lutasse contra Tyson Kidd em uma "inter-espécies" match, mas não o ajudou quando Kidd aplicou o Sharpshooter. No Survivor Series, Rose e Bunny lutaram contra Slater Gator (Heath Slater e Titus O'Neil) em uma tag team match, Rose e Bunny ganharam a luta, mas Rose estava claramente descontente após a luta. Em seguida, Rose e Bunny perderam em uma tag team turmoil match, que concedeu aos vencedores uma luta pelo WWE Tag Team Championship. Em dezembro de 2014, Bunny ganhou um Slammy Award; mais tarde, Rose explicou em um Podcast como encontrou e contratou Bunny na Times Square.
Rose rivalizou com Kane. Kane o derrotou e lesionou o pescoço de Bunny com um tombstone piledriver quando ele apenas tentava ajudar Rose. No Raw de 22 de dezembro, Rose perdeu para R-Truth, após o combate, Rose atacou Bunny violentamente, virando heel (personagem mal da história); essa foi a última aparição de Bunny. Como parte do seu heel turn, Rose começou a bater em seus Rosebuds, comportando-se como um valentão. Em seguida, ele rivalizou com o recém retornado Zack Ryder, trocando vitórias e usando o Twitter para insultar Ryder, mesmo com William Shatner (a quem Rose chamava de "pai") juntando-se. Rose foi um dos participantes da segunda André The Giant Memorial Battle Royal, na Wrestlemania 31, porém Rose não ganhou a luta.
No final de abril, Fandango separou-se de Rosa Mendes e Adam Rose foi visto falando com ela. Uma semana depois, Rosa custou a Fandango uma luta contra Rose, e tornou-se a namorada de Rose, depois de um beijo. Em 14 de maio de 2015, Rose informou aos seus Rosebuds que a festa estava "oficialmente" terminada com sua "Party Animal" gimmick.
No Raw de 22 de junho, a gimmick de Rose foi ajustada para um artista de pomposo, exclamando que o universo WWE não tinha ideia da verdadeira arte ou paixão, exaltando-se a revelar sua "obra-prima". O enredo nunca foi resolvido. Rose reapareceu no Main Event do dia 29 de agosto, ostentando carregadores genéricos pretos e calças, uma camisa cinza-claro, óculos e um chamariz mexido. Embora ele tenha perdido para Jack Swagger, ele declarou antes da luta que suas intenções eram de "por cocô na festa de todo mundo". No Raw de 5 de outubro, Rose compartilhou uma "mensagem codificada", dizendo: "Tudo o que eu queria fazer era colocar sorrisos em pequenos rostos infantis. Bem, côco." A câmera então inclinou para baixo e mostrou o que parecia ser a cabeça do mascote Bunny. No Main Event de 3 de novembro, durante e depois de derrotar Fandango, esse coelho misterioso foi visto no ringue deixando Rose surpreendido.
Rose formou um time com Brad Maddox. No entanto, a equipe durou pouco, por Maddox ser liberado de seu contrato no dia 25 de novembro.
Depois de Maddox ser liberado da empresa, no Raw do dia 30 de novembro, Rose estreou o segmento Minuto Hollywood intitulado The Rose Bush, em que ele fala sobre toda a "sujeira" na WWE.

#### Social Outcasts e saída (2016)

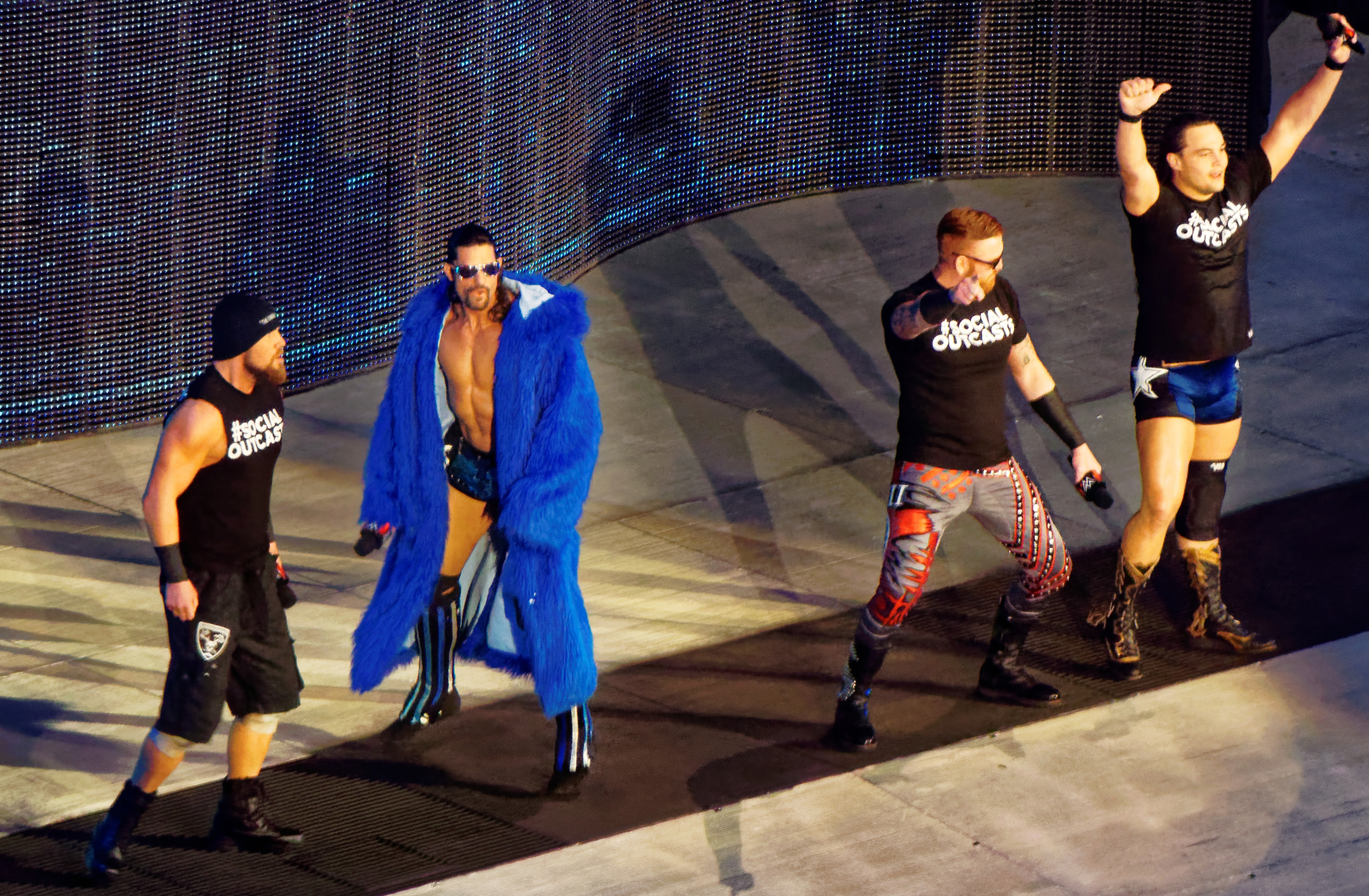
Social Outcasts em Abril de 2016

No Raw de 4 de janeiro de 2016, Rose, juntamente com Heath Slater, Curtis Axel e Bo Dallas estreou com uma nova stable e ajudou Slater a vencer Dolph Ziggler. No Raw de 11 de janeiro, passaram a ser chamados de Social Outcasts, o grupo iria enfrentar a Wyatt Family, mas não ouve luta quando Ryback interferiu. No Smackdown de 24 de janeiro, eles derrotaram a equipe de Goldust, Damien Sandow, Jack Swagger e Zack Ryder. No Raw de 8 de fevereiro, Rose derrotou Titus O'Neil. Na Wrestlemania 32, Rose competiu na André The Giant Memorial Battle Royal, mas foi eliminado pelo vencedor Baron Corbin.
Em 16 de abril, Rose foi suspenso por 60 dias após a sua segunda violação no Programa de bem-estar da empresa. Em 20 de abril, Leppan abordou publicamente sua suspensão como "não está certo", dizendo: "Eu não fiz nada conscientemente errado e estava tomando medicação que o meu [médico] prescreveu e eu segui todo o protocolo correto." Em 3 de maio, Leppan postou uma nota de alimentação manuscrita de um médico em seu Twitter, indicando que ele tinha prescrito Adderall XR para tratar TDAH. Leppan escreveu que a WWE sabia que ele tinha a receita para mais de um ano. Em 11 de maio, Leppan foi preso em Hillsborough County, Flórida por violência doméstica e adulteração de testemunha. Mais tarde, naquele dia, a WWE anunciou que a partir do resultado, Leppan tinha sido suspenso por tempo indeterminado. Em 23 de maio, Leppan solicitou e obteve a liberação de seu contrato da WWE.
Em 14 de junho de 2016, o caso de violência doméstica foi abandonado devido a ele provar que estava recebendo ajuda profissional para seus problemas conjugais.

### Circuito independente (2016–2019)
Após a liberação de seu contrato com a WWE, Leppan anunciou seu novo nome de ringue, Aldo Rose, mantendo a gimmick de anfitrião de festas, mas com um personagem mais ousado.

## Outras mídias
Rose é incluindo como conteúdo para download para o jogo WWE 2K15, como parte do pacote NXT Arrival, disponibilizado em março de 2015 antes da Wrestlemania 31. O personagem The Bunny está incluído na entrada de Rose com outros Rosebuds no WWE 2K15, mas é outra forma não jogável. Rose também é jogável no WWE 2K16.
Para a temporada 2014-15, os Ottawa Senators da NHL, juntamente com os Frontenacs Kingston da Liga de Hóquei de Ontário utilizaram o tema de entrada de Rose como parte de chifre de gol da equipe.
Em maio de 2015, um documentário de E: 60, intitulada "Behind the Curtain", foi ao ar na ESPN, com foco em Leppan, Austin Watson (Xavier Woods), Matthew Polinsky (Corey Graves) e seu tempo no território de desenvolvimento da WWE, NXT.

## Vida pessoal
Leppan tem uma esposa americana, Cassandra, que ele conheceu depois que chegou aos Estados Unidos em 2010 para lutar. Leppan tem dois filhos: Maverick e Levi. Maverick nasceu em 18 de outubro de 2011 com onfalocele (um raro defeito na parede abdominal), e precisava de cirurgia imediata depois do nascimento para corrigir o defeito. Com três anos de idade, Maverick tinha sobrevivido ao seu prognóstico, tinha quatro operações, e ele precisava ser alimentado através de um tubo ligado ao seu estômago. Levi nasceu em fevereiro de 2014.
Em 2016, Leppan revelou que sua irmã tinha morrido de complicações decorrentes ao uso de heroína.
No dia 11 de maio de 2016, Leppan foi preso em Lutz, Flórida pelo gabinete do Hillsborough County Sheriff por adulteração de testemunha e violência doméstica. O incidente ocorreu às 1:30 da manhã. No dia seguinte às 4:10 da tarde, Leppan foi liberado da custódia com uma fiança de U$1.000,00. Os responsáveis da WWE suspenderam Leppan por tempo indeterminado, citando sua política de "tolerância zero" por violência doméstica, e mais tarde, concederam a ele  seu pedido de liberação. No dia 14 de junho de 2016, foi anunciado por seus advogados que todas as acusações contra Leppan foram retiradas.

## No wrestling
- Movimentos de finalização
  - Como Aldo / Adam Rose:
    - Party Foul[6] (Snapmare driver)[81][82]

  - Como Leo Kruger:
    - GC3[83] (Inverted keylock)[84]
    - Kruger End (Hangman's facebuster)[13]
    - Sleeper hold, às vezes com bodyscissors[85] - FCW
    - Slice[86] (Lariat)[84][87]

  - Como Dameon Duke:
    - Dameon Dagger (Cradle Piledriver)[2]
    - Dameon Device (Sharpshooter)[2]
- Movimentos secundários
  - Como Aldo / Adam Rose:
    - Choo Choo Buster (Running Bronco Buster)[88]
    - E-Lemon-Nator[89] (Spinning Spinebuster)[86]
    - Inverted atomic drop[90]
    - Low blow[90]

  - Como Leo Kruger:
    - Snaplex[85][91] (Por vezes ao aplicar um Hammerlock)[86][92]
    - Spinebuster[85][91][92][93]

  - Como Dameon Duke:
    - Corner clothesline seguido de um Bulldog[2]
    - Diving crossbody[2]
    - Diving elbow drop[2]
    - Diving splash[2]
    - Samoan Driver[2]
    - Swinging Fisherman Suplex[2]
    - Topé[2]
    - Tornado DDT[2]
- Alcunhas
  - "The South African Super Studd"
  - "The Deranged Hunter"
  - "The Ultimate Party Animal"[94][95]
  - "The Ultimate Party Pooper"[63]
  - "The Radical Mongoose"[96]
- Managers
  - The Bunny
  - Rosa Mendes
- Temas de Entrada
  - "Hot House" por Extreme Music (FCW; 2010)
  - "Excessive Testosterone" por Joseph Saba & Stewart Winter (FCW; 2011)
  - "Grand March From Aida" por Harry Edwards (NXT; 2012)
  - "Medieval Rock 2" por No Straw Dogs Library (NXT; 2012-2013)
  - "Let It Go" por Extreme Music Library (NXT; 2013)
  - "World Goes Wild" por Above Envy (NXT; 2014)
  - "Break Away" por CFO$ (WWE; 2014-2016)
  - "My Way" por Jim Johnston (WWE; 4 de janeiro de 2016; usado enquanto parte do The Social Outcasts)
  - "Outcast" por CFO$ (WWE; 11 de janeiro de 2016 – 3 de abril de 2016) (usado enquanto parte do The Social Outcasts)

## Títulos e prêmios
- Florida Championship Wrestling
  - FCW Florida Heavyweight Championship (2 vezes)[16]
- Pro Wrestling Illustrated
  - PWI o colocou na 187ª posição dos 500 melhores lutadores individuais em 2015.[97]
- World Wrestling Professionals
  - WWP World Heavyweight Championship (1 vez)[10]
- Wrestling Observer Newsletter
  - Pior Gimmick (2014)[98]